# Argis (geslacht)
Argis is een geslacht van kreeftachtigen uit de klasse van de Malacostraca (hogere kreeftachtigen).

## Soorten
- Argis alaskensis (Kingsley, 1883)
- Argis californiensis (Rathbun, 1902)
- Argis crassa (Rathbun, 1899)
- Argis dentata (Rathbun, 1902)
- Argis hozawai (Yokoya, 1939)
- Argis lar (Owen, 1839)
- Argis levior (Rathbun, 1902)
- Argis ovifer (Rathbun, 1902)
- Argis toyamaensis (Yokoya, 1933)